# هاري ديفيز (سياسي)
هاري ديفيز (بالإنجليزية: Harry Davies)‏ هو سياسي بريطاني (وحمل سابقاً جنسية المملكة المتحدة لبريطانيا العظمى وأيرلندا)، ولد في 9 يونيو 1878، وتوفي في 31 أغسطس 1957.